# Doornhaak
Een doornhaak is een halvemaanvormige haak met een scherpe binnenrand aan een houten steel.
Hiermee werden vroeger bramenstruiken en andere doornachtige planten verwijderd van plekken waar deze niet gewenst waren.